# Pelly Crossing
Pour les articles homonymes, voir Pelly.

Pelly Crossing et la rivière Pelly, en 2017.

Pelly Crossing est une localité du Yukon au Canada, située à l'endroit où la Klondike Highway, traverse la rivière Pelly. Sa population est de 353 habitants en 2016.
Pelly Crossing est située à 249 km au sud de Dawson.
C'est le lieu d'habitation de la Première Nation Selkirk et un lieu important de la culture des Tutchones du Nord. Les visiteurs peuvent y prendre le bateau pour découvrir le site de Fort Selkirk où sont conservées les traces historiques de l'ancienne localisation du village.
La communauté actuelle vit de chasse, de pêche et du tourisme. Elle possède une école, une église et plusieurs installations sportives. Il y a un hébergement, ainsi que des possibilités de ravitaillement.
Les moyennes de température sont de 22,6 °C en juillet et de −32,8 °C.
Chaque mois de février, Pelly Crossing est un point de ralliement de la Yukon Quest.

## Démographie
| 2001 | 2006 | 2011 | 2016 |
| ---- | ---- | ---- | ---- |
| 328  | 296  | 336  | 353  |

## Climat
| Mois                                  | jan.       | fév.      | mars      | avril      | mai        | juin      | jui.      | août    | sep.      | oct.     | nov.      | déc.       | année    |
| ------------------------------------- | ---------- | --------- | --------- | ---------- | ---------- | --------- | --------- | ------- | --------- | -------- | --------- | ---------- | -------- |
| Température minimale moyenne (°C)     | −32,8      | −28,1     | −20,3     | −7         | 0,6        | 5,9       | 8,3       | 5,5     | 0         | −7,2     | −20,5     | −29,6      | −10,4    |
| Température moyenne (°C)              | −27,5      | −21,1     | −11,2     | 0,5        | 8          | 13,4      | 15,5      | 12,7    | 6,5       | −2,7     | −16,1     | −24,4      | −3,9     |
| Température maximale moyenne (°C)     | −22,2      | −14       | −2        | 8          | 15,4       | 20,9      | 22,6      | 20      | 12,9      | 1,8      | −11,7     | −19,2      | 2,7      |
| Record de froid (°C) date du record   | −58,9 1962 | −60 1968  | −50 1956  | −38,3 1963 | −12,2 1964 | −3,5 1988 | −2,8 1974 | −7 1987 | −20 1983  | −37 1982 | −51 1989  | −56,7 1966 | −60 1968 |
| Record de chaleur (°C) date du record | 10 1981    | 12,2 1968 | 12,8 1965 | 23,5 1995  | 32,5 1983  | 35 1969   | 33 1998   | 33 1989 | 25,6 1960 | 20 1964  | 13,9 1970 | 12,8 1960  | 35 1969  |
| Précipitations (mm)                   | 18,9       | 14,4      | 10,8      | 11,1       | 25         | 38,2      | 55,2      | 39,5    | 29,8      | 24,8     | 23,4      | 19,3       | 310,3    |
| dont neige (cm)                       | 18,9       | 14,4      | 10,6      | 7,3        | 0,4        | 0         | 0         | 0       | 2,1       | 16,9     | 23        | 19,3       | 112,8    |
| Nombre de jours avec précipitations   | 9,6        | 7,5       | 5,4       | 5,4        | 9,4        | 11,8      | 14,4      | 12,2    | 11,4      | 10,8     | 11,3      | 9,4        | 118,8    |
| Nombre de jours avec neige            | 9,6        | 7,5       | 5,2       | 3,4        | 0,3        | 0,03      | 0         | 0,03    | 0,93      | 8        | 11,3      | 9,4        | 55,7     |

| Diagramme climatique                                  |              |             |         |           |             |             |           |           |             |                |                |
| J                                                     | F            | M           | A       | M         | J           | J           | A         | S         | O           | N              | D              |
| −22,2−32,818,9                                        | −14−28,114,4 | −2−20,310,8 | 8−711,1 | 15,40,625 | 20,95,938,2 | 22,68,355,2 | 205,539,5 | 12,9029,8 | 1,8−7,224,8 | −11,7−20,523,4 | −19,2−29,619,3 |
| Moyennes : • Temp. maxi et mini °C • Précipitation mm |              |             |         |           |             |             |           |           |             |                |                |